# دورت كيير
دورت كيير (بالدنماركية: Dorte Kjær)‏ هي لاعبة كرة الريشة دنماركية، ولدت في 6 فبراير 1964 في روسكيلدا في الدنمارك.

## وصلات خارجية
- دورت كيير على موقع BWF.tournamentsoftware.com (الإنجليزية)
- دورت كيير على موقع BWFbadminton.com (الإنجليزية)
- دورت كيير على موقع أوليمبيديا (الإنجليزية)